# Sanchezia rosea
Sanchezia rosea är en akantusväxtart som beskrevs av Emery Clarence Leonard. Sanchezia rosea ingår i släktet Sanchezia och familjen akantusväxter. Inga underarter finns listade i Catalogue of Life.